# Yantai Shimao No. 1 The Harbour
Yantai Shimao No. 1 The Harbour ist ein an der Jiefang Road befindlicher Wolkenkratzer in Yantai (chinesisch 煙台市 / 烟台市, Pinyin Yāntái shì). Er ist das größte Gebäude des Komplexes Yantai Shimao. Die weiteren Gebäude sind 190, 184 und 175 Meter hoch.
Der von dem Architekturbüro Wong Tung & Partners geplante Wolkenkratzer erreichte bei Fertigstellung im Jahr 2016 eine Höhe von 57 Stockwerken und 323 Meter. Baubeginn war 2007.